# Gerard Manley Hopkins
Gerard Manley Hopkins född 28 juli 1844 i Stratford utanför London, död 8 juni 1889 i Dublin, var en brittisk författare som brukar räknas till de viktorianska poeterna men kan egentligen inte inordnas helt i någon skola. Hopkins anses vara en föregångare till experiment med rytmer inom poesin och är en av dem som använder obundna strofer, s.k. fri vers. 
Hopkins använder mycket allitterationer och musikaliska element i sin diktning och brukar räknas till de absoluta pionjärerna inom modern poesi. Inledningsraderna i The Windhover är typiska för Hopkins språkbruk: 
I caught this morning morning's minion, king-
dom of daylight's dauphin, dapple-dáwn-drawn Falcon, in his riding
Hopkins gav aldrig tillstånd till att hans experimentella sonetter och övriga diktning skulle ges ut, och först 30 år efter Gerards död publicerade Bridges hans poesi i samlingen Poems 1918. Bl.a. T.S. Eliot har skrivit dikter i Hopkins sprung rhythm.

## Biografi
Hopkins studerade i Oxford med början 1863 där han blev påverkad av Oxfordrörelsen och konverterade till katolicismen 1866. Två år senare blev han novis, och efter att ha studerat teologi i Wales prästvigdes han 1877. I samband med att han blev jesuit brände han sina ungdomsdikter och slutade skriva poesi. 
1875, återupptog han sitt skrivande, efter ett på sin tid omtalat skeppsbrott som han skildrade i dikten The Wreck of the Deutschland. Han tjänstgjorde som präst bland annat i Liverpool bland irländska immigranter. Under en tid hade han även en professur i klassisk litteratur  vid universitetet i Dublin.
Gerard Manley Hopkins dog i tyfus 1889. Hans sista ord lär ha varit:
- I am so happy, so happy.